# Jean-Étienne-Marie Portalis
Jean-Étienne-Marie Portalis (1 de abril de 1746 – 25 de agosto de 1807) foi um jurista e político francês durante a Revolução francesa e o primério Império de Napoleão. Ficou mais conhecido por ter sido um dos redatores do Código Civil francês.

## Juventude
Portalis nasceu em Le Beausset, na França. De família burguesa, foi educado pelos Oratorianos nas escolas de Toulon e Marselha, antes de estudar na Universidade de Aix. Durante seus estudos, publicou suas duas primeiras obras: Observations sur Émile (uma crítica do Emílio de Rousseau) em 1763, e Des Préjugés em 1764. Revelou seus ideais jurídicos pela primeira vez com uma obra intitulada "Sur la distinction des deux puissances (Em português: Da distinção dos dois poderes)" que tratava do conflito entre o clero e o parlamento de Aix. Em 1765, aos 19 anos, tornou-se advogado no parlamento de Aix-en-Provence, e em pouco tempo construiu uma reputação forte o suficiente para o levar a ser convidado por Étienne François de Choiseul em 1770 à redigir o decreto autorizando o matrimônio entre protestantes. De 1778 à 1781, Portalis foi um dos quarto assessores (administradores) de Provence.

## Revolução
Em Novembro de 1793, após a proclamação da primeira República francesa, foi preso em Paris por ser cunhado de Joseph Jérôme Siméon, líder dos Federalistas em Provence. Foi transferido a um manicômio até à queda de Maximilien Robespierre em 1794. Praticou advocacia em Paris após sua soltura e, em 1795, foi eleito por Paris ao Conselho de anciãos do Diretório Francês, e tornou-se líder do partido moderado, que opunha o Diretório. Fugiu no mesmo ano para a Suíça, após um golpe militar, e apenas retornou após a ascensão de Napoleão Bonaparte ao poder.

## Durante Napoleão
Foi nomeado Conselheiro do Estado por Napoleão em 1800, quem o encarregou, junto com François Denis Tronchet, Félix-Julien-Jean Bigot de Préameneu, e Jacques de Maleville de redigir o Código Civil. Foi o membro mais conhecido dessa comissão, e vários capítulos importantes, como os sobre casamento e herança, são de sua autoria. Fez uma palestra conhecida como "Discours préliminaire au projet de code civil", na qual ele apresentou os princípios mais importantes do Código Civil: Segurança Jurídica, a noção de ordem pública, e a proibição do “arrête de règlement”, que era uma característica dos juízes do antigo regime, e era contrária à noção de que apenas a lei prevaleceria. Em 1801, tornou-se diretor do Departamento de religião e adoração pública, e em sua capacidade possuía a maior parcela de responsabilidade na redação do Concordat de 1801. Em 1803 tornou-se membro da Academia Francesa, em 1804, Ministro de adoração e em 1805 Cavaleiro Grã-Cruz da Legião de Honra. Morreu em Paris após uma cirurgia para recuperar sua visão em 1807.

## Obras Publicadas
- Consultation sur la validité du mariage des protestants en France, 1770
- De l'Usage et de l'abus de l'esprit philosophique durant le XVIIIe siècle (2 volumes, 1820)
- Écrits et discours juridiques et politiques, Aix-en-Provence: Presses universitaires d'Aix-Marseille, 1988
- Discours préliminaire au premier projet de Code civil, éditions Confluences, 22 décembre 1998